# Gaius Aelius Brocchus
Gaius Aelius Brocchus war ein im 1. und 2. Jahrhundert lebender Angehöriger des römischen Ritterstandes (Eques). Er war verheiratet mit einer Claudia Severa.
Die Vindolanda-Tafeln dokumentieren, dass Brocchus zwischen 97 und 105 Kommandant eines nicht identifizierten Kastells namens Briga (keltisch: „Hügel“) am Hadrianswall und ein guter Bekannter des Präfekten Flavius Cerialis war.
Durch eine Weihinschrift, die beim Kastell Arrabona gefunden wurde, ist belegt, dass Brocchus Präfekt einer Ala war. Laut John Spaul war er Präfekt der Ala I Ulpia Contariorum, die in der Provinz Pannonia superior stationiert war.

## Datierung
Bei der EDCS und bei der EDH wird die Inschrift auf 103/115 datiert.